# Supercopa de Ucrania
La Supercopa de Ucrania (en ucraniano: Суперкубок України, Superkubok Ukraïny) es una competición de fútbol entre clubes celebrada en Ucrania anualmente entre los ganadores de la Liga Premier y la Copa de Ucrania del año anterior.
Actualmente la competencia se encuentra interrumpida por la Invasión rusa de Ucrania siendo hasta la fecha la edición de 2021 la última realizada, en la cual el Shakhtar Donetsk logró su noveno título tras derrotar en la final al Dinamo de Kiev por 3:0, siendo actualmente estos dos últimos equipos los máximos ganadores de la competencia con nueve copas cada uno.

## Historia
Desde su creación en 2004, este partido se decidió disputarlo anualmente en el estadio Chernomorets de la ciudad de Odesa. Sin embargo, debido a la preparación para la Eurocopa 2012, la tradición recién establecida cambió y la edición de 2008 fue celebrada en el estadio Butovsky Vorskla de Poltava. En 2009, la sede de la Supercopa cambió de nuevo al estadio Yuvileiny de Sumy, que estaba bastante infrautilizado ya que el club principal de la ciudad fue a la quiebra. Además, la edición de 2009 incluyó al Vorskla Poltava, que se convirtió en el primer equipo fuera del derbi ucraniano entre el Dinamo Kiev y Shakhtar Donetsk. En 2007 y 2008 jugó el título se disputó entre el primer y el segundo clasificado, ya que uno de los equipos ganó la Copa y la Liga.
La edición de 2008 fue conocido oficialmente como la Inter Supercopa de Ucrania, patrocinada por canal de televisión Inter. En 2009, el contrato fue prorrogado por otros tres años. La primera Supercopa fue entregada por el primer ministro de Ucrania, Viktor Yanukovich.

## Palmarés
- Todos los partidos se juegan hasta el final del tiempo reglamentario. Si el marcador está empatado, no se juega tiempo extra y se pasa directamente al lanzamiento de penales para determinar el vencedor.

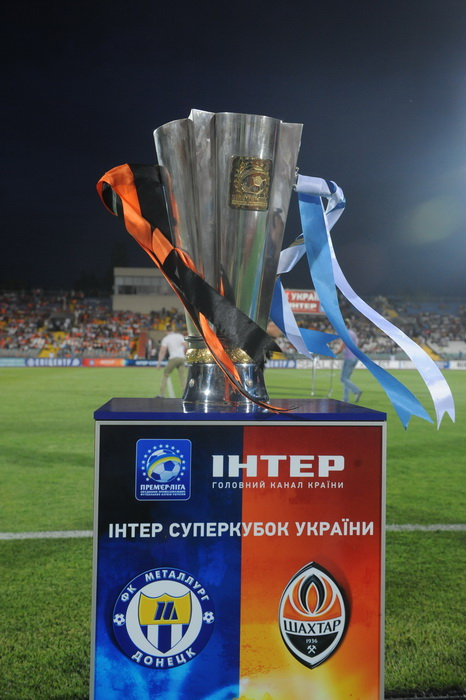
Trofeo previo a la final de 2012 entre Shajtar y Metalurh Donetsk.

| Temporada | Fecha      | Campeón          | Resultado        | Finalista           | Sede de la final                  |
| --------- | ---------- | ---------------- | ---------------- | ------------------- | --------------------------------- |
| 2004      | 10-07-2004 | Dinamo de Kiev   | 1 – 1 (6-5 pen.) | Shakhtar Donetsk    | Estadio Chernomorets, Odesa       |
| 2005      | 09-07-2005 | Shakhtar Donetsk | 1 – 1 (4-3 pen.) | Dinamo de Kiev      | Estadio Chernomorets, Odesa       |
| 2006      | 16-07-2006 | Dinamo de Kiev   | 2 – 0            | Shakhtar Donetsk    | Estadio Chernomorets, Odesa       |
| 2007      | 10-07-2007 | Dinamo de Kiev   | 2 – 2 (4-2 pen.) | Shakhtar Donetsk    | Estadio Chernomorets, Odesa       |
| 2008      | 15-07-2008 | Shakhtar Donetsk | 1 – 1 (5-3 pen.) | Dinamo de Kiev      | Estadio Butovsky Vorskla, Poltava |
| 2009      | 11-07-2009 | Dinamo de Kiev   | 0 – 0 (4-2 pen.) | Vorskla Poltava     | Estadio Yuvileiny, Sumy           |
| 2010      | 04-07-2010 | Shakhtar Donetsk | 7 – 1            | Tavriya Simferopol  | Slavutych-Arena, Zaporiyia        |
| 2011      | 05-07-2011 | Dinamo de Kiev   | 3 – 1            | Shakhtar Donetsk    | Estadio Butovsky Vorskla, Poltava |
| 2012      | 10-07-2012 | Shakhtar Donetsk | 2 – 0            | Metalurh Donetsk    | Estadio Avanhard, Lugansk         |
| 2013      | 10-07-2013 | Shakhtar Donetsk | 3 – 1            | Chernomorets Odessa | Estadio Chernomorets, Odesa       |
| 2014      | 22-07-2014 | Shakhtar Donetsk | 2 – 0            | Dinamo de Kiev      | Arena Lviv, Lviv                  |
| 2015      | 14-07-2015 | Shakhtar Donetsk | 2 – 0            | Dinamo de Kiev      | Estadio Chernomorets, Odesa       |
| 2016      | 16-07-2016 | Dinamo de Kiev   | 1 – 1 (4-3 pen.) | Shakhtar Donetsk    | Estadio Chernomorets, Odesa       |
| 2017      | 15-07-2017 | Shakhtar Donetsk | 2 – 0            | Dinamo de Kiev      | Estadio Chernomorets, Odesa       |
| 2018      | 21-07-2018 | Dinamo de Kiev   | 1 – 0            | Shakhtar Donetsk    | Estadio Chernomorets, Odesa       |
| 2019      | 28-07-2019 | Dinamo de Kiev   | 2 – 1            | Shakhtar Donetsk    | Estadio Chernomorets, Odesa       |
| 2020      | 25-08-2020 | Dinamo de Kiev   | 3 – 1            | Shakhtar Donetsk    | Estadio Olímpico, Kiev            |
| 2021      | 22-09-2021 | Shakhtar Donetsk | 3 – 0            | Dinamo de Kiev      | Estadio Olímpico, Kiev            |

## Títulos por club
| Club                   | Campeón | 2° | Años campeón                                          |
| ---------------------- | ------- | -- | ----------------------------------------------------- |
| FC Dinamo de Kiev      | 9       | 6  | 2004, 2006, 2007, 2009, 2011, 2016, 2018, 2019, 2020. |
| FC Shakhtar Donetsk    | 9       | 8  | 2005, 2008, 2010, 2012, 2013, 2014, 2015, 2017, 2021. |
| FC Chernomorets Odessa | -       | 1  | -----                                                 |
| SC Tavriya Simferopol  | -       | 1  | -----                                                 |
| FC Metalurh Donetsk †  | -       | 1  | -----                                                 |
| FC Vorskla Poltava     | -       | 1  | -----                                                 |

- † Equipo desaparecido.

## Entrenadores campeones
| Puesto | Nombre                | Club                | Campeón |
| ------ | --------------------- | ------------------- | ------- |
| 1      | Mircea Lucescu        | FC Shakhtar Donetsk | 7       |
| 2      | Anatoliy Demyanenko   | FC Dinamo Kiev      | 2       |
| -      | Aliaksandr Jatskevich | FC Dinamo Kiev      | 2       |
| 3      | Yuri Semin            | FC Dinamo Kiev      | 1       |
| -      | Alexei Mikhailichenko | FC Dinamo Kiev      | 1       |
| -      | Valery Gazzaev        | FC Dinamo Kiev      | 1       |
| -      | Serhiy Rebrov         | FC Dinamo Kiev      | 1       |
| -      | Paulo Fonseca         | FC Shakhtar Donetsk | 1       |